# رضوان الكوني
رضوان الكوني : ولد ببلدة الرڤبة بولاية تطاوين بالجنوب التونسي يوم 13 ماي 1945، وتوفي بتونس العاصمة يوم 27 جويلية 2010. أديب تونسي معاصر.

## مساره
- زاول رضوان الكوني مختلف مراحل تعليمه بتونس العاصمة، وبالنسبة للتعليم العالي تحديدا فقد درس اللغة والآداب العربية، بمدرسة ترشيح الأساتذة المساعدين ليتخرج منها عام 1969 [1] ثم عمل أستاذا لمادة العربيّة بالمعاهد الثانوية، فمدير معهد ثانوي لعشر سنوات، ثمّ متفقّدا للتعليم الثانوي مدّة 20 سنة.
- ورضوان الكوني عضو في اتحاد الكتاب التونسيين وقد مثله في عدد من التظاهرات والمناسبات الدولية المنتظمة بالجزائر في أفريل 1985، وفي الاتحاد السوفياتي سابقا بين أواخر أوت وأوائل سبتمبر 1986 وفي ليبيا في ستمبر 1988.[2] التحق بنادي القصة بين أواخر 1966 وبداية 1967 صحبة صديقة القصاص هو أيضا إبراهيم الأسود بنحمادي.[3] ونشط في النادي إلى أن وصلت إليه رئاسته وبقي على رأسه إلى حين وفاته كما ترأس الهيئة المديرة للنادي الثقافي أبو القاسم الشابي .

## أدبه
كتب رضوان الكواني القصّة القصيرة، والرواية، والدراسة النقدية، والمسرحيات. كما قام بتعريب بعض النصوص من فصول نقدية وقصص قصيرة ومسرحيات. وقد نشر نصوصه الأولى في في مجلّة الفكر ومجلّة الشباب والملحق الأدبي لجريدة العمل. وقد نشر رضوان الكوني العناوين التالية:
1. الكراسي المقلوبة: وهي مجموعته القصصية الأولى وقد جمع فيها ما نشره من قصصه الأولى ونشره عام 1973، وقد نال عليها جائزة تشجيعية.[3]
2. النفق: وهي مجموعته القصصية الثانية وقد نشرها عام 1983، ونال عليها جائزة تشجيعية أيضا.
3. الكتابة القصصيّة في تونس خلال عشرين سنة: وهي دراسة نشرت عام 1994 من قبل نادي القصة، وتتبع فيها مراحل تطوّر هذا فن القصة في تونس.[3]
4. رأس الدرب: وهي رواية نشرها عام 1994 جذاذة عن الرواية
5. عيد المساعيد: رواية نشرها عام 2005 ورصد فيها التحولات الاجتماعية في أواخر القرن العشرين.[5]
6. صهيل الرمان: رواية صدرت عام 1998.
7. دراويش الساحة: وهي أيضا رواية صدرت عام 2009
8. قصص من تونس: بالاشتراك مع أحمد ممو وقد صدر هذا الكتاب عام 2010

## عائليا
أنجب رضوان الكوني خمسة أطفال: ولدان وثلاث بنات.

## وصلات خارجية
- صورة رضوان الكوني
- حوار مع الأديب رضوان الكوني، نشر في جريدة فسيفساء بتاريخ 12 جويلية 2008.
- حوار مع الأديب التونسي رضوان الكوني : الواقعية ليست التقليدية، هي مسايرة للعصر نسخة محفوظة 19 فبراير 2013 على موقع واي باك مشين.
- رضوان الكوني.. المتعدد. بقلم نور الدين بالطيب
- رضوان الكوني في ذمة الله، في الصباح، بتاريخ 28 جويلية 2010

## إشارات مرجعية
1. ↑  جذاذة عن رضوان الكواني  نسخة محفوظة 18 فبراير 2013 على موقع واي باك مشين.
2. ↑  حوار أدبي مع الأديب رضوان الكوني نسخة محفوظة 09 أبريل 2017 على موقع واي باك مشين.
3. 1 2 3  المصدر نفسه نسخة محفوظة 09 أبريل 2017 على موقع واي باك مشين.
4. ↑  جريدة الصريح التونسية، بتاريخ 28 جويلية 2010، مقال بعنوان: رضوان الكوني شمعة أدبية تنطفئ، ص 27
5. ↑  حوار مع الأديب التونسي رضوان الكوني نسخة محفوظة 19 فبراير 2013 على موقع واي باك مشين. [وصلة مكسورة]